# Enarmoniini
De Enarmoniini zijn een tribus van vlinders uit de onderfamilie Olethreutinae van de familie bladrollers (Tortricidae).

## Geslachten
- Aemulatrix
- Aglaogonia
- Anambrophyes
- Anathamna
- Ancylis
- Ancylophyes
- Anthozela
- Argyroptocha
- Balbidomaga
- Cimeliomorpha
- Concinocordis
- Congancylis
- Crocostola
- Cyphophanes
- Dacgleia
- Dasodis
- Dasybregma
- Embolostoma
- Enarmonia
- Enarmoniodes
- Endotera
- Eriosocia
- Eucosmogastra
- Eucosmomorpha
- Fibuloides
- Helictophanes
- Heteroschistis
- Hystrichophora
- Irianassa
- Loboschiza
- Metaselena
- Neoanathamna
- Oriodryas
- Paranthozela
- Periphoeba
- Protancylis
- Pseudacroclita
- Pseudancylis
- Pseudophiaris
- Pternidora
- Semnostola
- Sillybiphora
- Sirindhornia
- Syngamoneura
- Taiwancylis
- Tetramoera
- Thymioptila
- Thysanocrepis
- Tokuana
- Toonavora
- Vicamentia